# Psilosticha mactata
Psilosticha mactata là một loài bướm đêm trong họ Geometridae.